# ネバダ時間
ネバダ時間（ネバダじかん）ではネバダ州で使用されている時間帯について記す。ネバダ州ではそのほぼ全域で太平洋時間（UTC-8、夏時間:UTC-7）が使用されている。アイダホ州やユタ州との州境に近いエルコ郡の一部では、例外的に山岳部時間（UTC-7、夏時間:UTC-6）を使用している地域が存在する。
ユタ州に近い以下の地域では山岳部時間が公式に採用されている。
- ウェスト・ウェンドーヴァー（英語版）

アイダホ州に近い以下の地域では山岳部時間が非公式に採用されている。
- ジャックポット（英語版）（アイダホ州からの観光客の利便性のため）[2]
- オワイヒー（英語版）とダック・バレー・インディアン居留地（英語版）[3]
- マウンテン・シティ（英語版）（オワイヒーに近いため）[4]
- ジャービッジ（英語版）（オワイヒーに近いため）

## tz database
IANAのtz databaseには、ネバダ州の標準時は下記のように含まれている。
| 国名コード | 座標            | タイムゾーン        | コメント                            | 標準時 | 夏時間 | 備考 |
| ---------- | --------------- | ------------------- | ----------------------------------- | ------ | ------ | ---- |
| US         | +340308−1181434 | America/Los_Angeles | 太平洋時間                          | −08:00 | −07:00 |      |
| US         | +433649-1161209 | America/Boise       | 山岳部時間 - 南アイダホ・東オレゴン | −07:00 | −06:00 |      |